# بريتا أوبلت
بريتا أوبلت (بالألمانية: Britta Oppelt) هي مجدفة ألمانية ولدت في يوم 5 يوليو 1978 في برلين، أبرز إنجازاتها هو فوزها بالميدالية الفضية في مسابقة الثنائي في دورة الألعاب الأولمبية الصيفية 2004 في أثينا، وفازت أيضاً بالميدالية الفضية في دورة الألعاب الأولمبية الصيفية 2012 في مسابقة التجديف الرباعي وبالميدالية البرونزية في مسابقة التجديف الرباعي في دورة الألعاب الأولمبية الصيفية 2008 في بكين.